# إليانا
إليان عامر مرجية المعروفة باسم إليانا (ولدت في 22 يناير 2002  بمدينة الناصرة ) هي مغنية وكاتبة أغاني فلسطينية-تشيلية. وقعت مع العديد من شركات التسجيل بما في ذلك مجموعة يونيفرسال ميوزيك و سالكسكو.

## حياتها
ولدت في 22 يناير 2002 بمدينة الناصرة، كان جدها شاعر ومغني فلسطيني مشهور ووالدتها عملت ككاتبة ولديها أخ أكبر يدعى فراس وهو عازف بيانو وأخت تدعى تالي وهي تعمل في مجال تصميم الأزياء. بدأت الغناء في سن مبكرة وأكتشفها أخوها فراس عندما كانت في السابعة من العمر وكانت تغني أغنية لأديل. وفي سن الخامسة عشر انتقلت مع عائلتها إلى لوس أنجلوس في الولايات المتحدة، وتمّ إكتشافها فنياً من قبل المُنتج الموسيقيّ نصري عطوي الذي آمن بموهبتها ودعاها إلى الاستوديو الخاص به للغناء باللغة العربية وعرفها على الفنان مساري وعلى المُنتج الموسيقيّ العالميّ وسيم صليبي وهو المؤسس والرئيس التنفيذي لشركة يونيفرسال أرابيك ميوزيك، والذي أصبح مديرها بعد ذلك.

## مسيرتها
بدأت إليانا مشوارها الغنائي بتقليد الأغاني على موقع ساوند كلاود ويوتيوب، وفي 8 يوليو 2019 أصدرت اول أغنية لها بعنوان "يلا يا" على ساوند كلاود ويوتيوب وفي 24 يوليو 2019 أصدرت ثاني أغنية لها بعنوان "رقصني شوي".
وفي 15 نوفمبر 2019 أصدرت أغنية "قولولي ليه" مع الفيديو كليب من إخراج أخوها فراس، وهي أول أغنية منفردة من ألبومها المصغر. وفي 17 يناير 2020 أصدرت ثاني أغنية منفردة بعنوان "شي" والفيديو كليب أصدر في 22 يناير من إخراج راسل ماجيك. وفي 7 فبراير 2020 أصدرت أول ألبوم مصغر لها بعنوان "إليانا" تحت شركة إمباير ويحتوي الألبوم على 6 أغاني وفي نفس اليوم أصدرت ثالث أغنية منفردة "مجنوني أنا" مع الفيديو كليب الخاص بها. وفي 26 مارس 2020 أطلقت رابع أغنية منفردة "أنا لحالي" بالتعاون مع مساري وتخطت الأغنية المليون مشاهدة منذ طرحها على يوتيوب وتصدرت في المركز الأول على لائحة أفضل 20 أغنية في لبنان.
في شهر مارس 2021 ظهرت على غلاف مجلة جي كيو الشرق الأوسط. وفي شهر مايو من نفس العام، ظهرت على غلاف مجلة جمالك. وتعاونت مع عصام النجار في أغنيته "حدا غريب" التي صدرت في 17 سبتمبر 2021 مع الفيديو الكليب وتصدرت الأغنية المركز الأول في لائحة أفضل 20 أغنية في لبنان. وفي 10 أكتوبر 2021 شاركت في حفلة عصام النجار في عمان بمسرح الأوديون. وفي 4 نوفمبر 2021 شاركت في حفل العشاء الخيري لمركز سرطان الأطفال في لبنان الذي أقيم في دبي بحلبة كوكا كولا.
في 21 يناير 2022 أصدرت أغنية "غريب علي" بالتعاون مع بلطي وهي أول أغنية منفردة من ألبومها المصغر الثاني وتخطى فيديو كليب الأغنية المليون مشاهدة على يويتوب بعد يومين من طرحه. وكانت الأغنية من ضمن برنامج رادار لسبوتفاي الذي يهدف الى دعم الفنانين، حيث ووضعوا إعلانات للأغنية في تايمز سكوير في نيويورك وتونس ورام الله بالإضافة إلى حملات ترويجية رقمية.
في 3 مارس 2022 أصدرت ثاني أغنية منفردة بعنوان "الكون جنة معاك" مع الفيديو كليب الذي أشرفت فيه لانا دل راي على إطلالات وأزياء إليانا، أمّا الإخراج فتمّ بإدارة شقيقة لانا المُخرجة تشاك غرانت، والاغنية كانت عبارة عن النسخة العربية للأغنية الفرنسية المشهورة "لا في ان روز". في 4 مارس 2022 أصدرت ألبومها المصغر الثاني بعنوان "إليانا 2" الذي يحتوي على سبعة أغاني وأقامت حفلة إصدار الألبوم في نادي بيبرمنت في ويست هولييود.
في 5 مارس 2022 شاركت إليانا مع فاي خضرة في الحملة الإعلانية لنظارات آي إم التابعة لشركة مغربي. وفي 18 مارس 2022 فازت إليانا بجائزة المرأة العربية للجيل القادم عن فئة الإنجازات العالمية وكانت الجائزة مقدمة من كوزموبوليتان الشرق الأوسط خلال حدث كوزموتيل 2022 في سيتي سنتر مردف الذي قدمت إليانا فيه عرضاً مباشراً في 19 مارس.
في 20 مايو 2022 قدمت عرضاً مباشر لأغنية "غريب علي" مع بلطي في حفلته في باريس، وفي 21 مايو 2022 شاركت في حفلة سهرية العيد مع بلطي في ألمانيا بكولونيا. وفي 21 يونيو 2022 ظهرت على غلاف مجلة كوزموبوليتان الشرق الأوسط لعدد الصيف. وفي 24 يونيو 2022 أصدرت فيديو كليب لأغنية "على بالي" وهي ثالث أغنية منفردة من ألبومها المصغر الثاني، وفي نفس اليوم شاركت إليانا في حفلة "يلا جو" المجانية للمغني بلطي في تونس بشارع الحبيب بورقية وبحضور أكثر من عشرين ألف شخص.
في 31 يوليو 2022 شاركت إليانا مع بلطي في حفل غنائي ضمن فعاليات مهرجان قرطاج الدولي بدورته الـ56 الذي حضره أكثر من سبعة آلاف شخص، وتم تكريمهما من قبل مدير المهرجان كمال الفرجاني بدرع تكريم. في 4 نوفمبر 2022 أصدرت أغنية "سكر" وهي النسخة العربية المقلدة من أغنية "شوغر" للمغني زوبي بالتعاون مع أناتو. وفي 5 نوفمبر 2022 شاركت في حفل العشاء الخيري لمركز سرطان الأطفال في لبنان الذي أقيم في دار دبي للأوبرا. وفي 28 نوفمبر 2022 شاركت كمتحدثة في مؤتمر إكس بي لمستقبل الموسيقى المقام في السعودية بمحافظة الدرعية بحي جاكس. وفي 3 ديسمبر 2022 شاركت بحفلة غنائية في مهرجان مدل بيست ساوند ستورم المقام في الرياض.
في أبريل 2023 شاركت إليانا في مهرجان كوتشيلا ولتصبح بذلك أول مغنية عربية تقدم عرضاً كاملاً باللغة العربيّة خلال هذا المهرجان.
في 12 أبريل 2024، أصدرت ألبومها الطويل الأول بعنوان "ولدتُ"، من إنتاج شركة يونيفرسال أرابيك ميوزيك وتوزيع كل من فراس مرجيّة ومساري ونصري عطوي، ويضم الألبوم تسعة أغاني منها أغنيات سبق وطرحتها إليانا بطريقة منفردة مثل أغنية "ماما ايه" و"الشام"، وفي نفس اليوم أصدرت فيديو كليب أغنية "جنني" الموجودة في الألبوم. وإحتفالاً بأنطلاق الالبوم شاركت إليانا في عرضين خاصين، الأول في ويلترن بلوس أنجلوس في 27 أبريل ضمن الاحتفال بشهر التراث العربي الأمريكي، أما الثاني في كوكو بلندن في 6 مايو.
في 29 يونيو 2024، قامت بأداء أغنيتي "We Pray" و"Arabesque" مع فرقة الروك البريطانية كولدبلاي في مهرجان غلاستونبري.

## ديسكوغرافيا

### الألبومات الكاملة
| العنوان | التفاصيل                                                                                      |
| ------- | --------------------------------------------------------------------------------------------- |
| ولدتُ    | - تاريخ الإصدار: 12 أبريل 2024 - الشركة: يونيفرسال أرابيك ميوزك - الصيغة: تحميل رقمي، ستريمنغ |

### الألبومات المصغرة
| العنوان  | التفاصيل                                                                         |
| -------- | -------------------------------------------------------------------------------- |
| إليانا   | - تاريخ الإصدار: 7 فبراير 2020 - الشركة: المار ميوزك / إمباير                    |
| إليانا 2 | - تاريخ الإصدار: 4 مارس 2022 - الشركة: يونيفرسال أرابيك ميوزك / ريبابليك ريكوردز |

### الأغاني المنفردة
| العنوان                         | العام | المركز في المخططات | المركز في المخططات | الألبوم          |
| العنوان                         | العام | لبنان              | بيلبورد العربية    | الألبوم          |
| ------------------------------- | ----- | ------------------ | ------------------ | ---------------- |
| "يلا يا"                        | 2019  | —                  | —                  | أغنية بدون ألبوم |
| "رقصني شوي"                     | 2019  | —                  | —                  | أغنية بدون ألبوم |
| "قولولي ليه"                    | 2019  | —                  | —                  | إليانا           |
| "شي"                            | 2020  | —                  | —                  | إليانا           |
| "مجنوني أنا"                    | 2020  | —                  | —                  | إليانا           |
| "أنا لحالي" (بالتعاون مع مساري) | 2020  | 1                  | —                  | إليانا           |
| "غريب علي" (بالتعاون مع بلطي)   | 2022  | 2                  | —                  | إليانا 2         |
| "الكون جنة معاك"                | 2022  | —                  | —                  | إليانا 2         |
| "على بالي"                      | 2022  | 6                  | —                  | إليانا 2         |
| "سكر"                           | 2023  | —                  | —                  | أغنية بدون ألبوم |
| "ماما إيه"                      | 2023  | 1                  | —                  | ولدتُ             |
| "غصن زيتون"                     | 2023  | —                  | —                  | أغنية بدون ألبوم |
| "الشام"                         | 2024  | —                  | —                  | ولدتُ             |
| "كولن يو (تملي معالك)"          | 2024  | —                  | 31                 | ولدتُ             |
| "جنني"                          | 2024  | 1                  | 6                  | ولدتُ             |

### الأغاني التعاونية
| العنوان                                     | العام | المركز في المخططات | الألبوم     |
| العنوان                                     | العام | لبنان              | الألبوم     |
| ------------------------------------------- | ----- | ------------------ | ----------- |
| "حدا غريب" (عصام النجار بالتعاون مع إليانا) | 2021  | 1                  | بريء؟       |
| "غود تورتشر" (سيفداليزا بالتعاون مع إليانا) | 2024  | —                  | سيُعلن لاحقاً |

## فيديوغرافيا
| العام | العنوان                                     | الألبوم          | المخرج                   |
| ----- | ------------------------------------------- | ---------------- | ------------------------ |
| 2019  | "قولولي ليه"                                | إليانا           | فراس مرجية               |
| 2020  | "شي"                                        | إليانا           | راسل ماجيك               |
| 2020  | "مجنونة أنا"                                | إليانا           | فراس مرجية وكارينا أشقر  |
| 2020  | "أنا لحالي" (بالتعاون مع مساري)             | إليانا           | آفا ريكي                 |
| 2021  | "حدا غريب" (عصام النجار بالتعاون مع إليانا) | بريء             | جون بريمو                |
| 2022  | "غريب علي" (بالتعاون مع بلطي)               | إليانا 2         | جون بريمو                |
| 2022  | "الكون جنة معاك"                            | إليانا 2         | تشاك غرانت               |
| 2022  | "على بالي"                                  | إليانا 2         | راسيل ماجيك              |
| 2023  | "ماما إيه"                                  | ولدتُ             | آيريس كيم                |
| 2023  | "غصن زيتون"                                 | أغنية بدون ألبوم | فراس مرجية وآدم كوديماتي |
| 2024  | "الشام"                                     | ولدتُ             | فراس مرجية               |
| 2024  | "جنني"                                      | ولدتُ             | نغمة بور                 |

## قائمة عروضها المباشرة
| التاريخ        | الحدث                                          | المدينة                        | المسرح               |
| -------------- | ---------------------------------------------- | ------------------------------ | -------------------- |
| 10 أكتوبر 2021 | حفلة عصام النجار                               | عمان، الأردن                   | مسرح الأوديون        |
| 4 نوفمبر 2021  | حفل العشاء الخيري لمركز سرطان الأطفال في لبنان | دبي، الإمارات                  | حلبة كوكا كولا       |
| 14 مارس 2022   | حفلة إصدار ألبوم إليانا 2                      | ويست هوليوود، الولايات المتحدة | نادي بيبرمنت         |
| 19 مارس 2022   | كوزموتيل 2022                                  | دبي، الإمارات                  | سيتي سنتر مردف       |
| 20 مارس 2022   | حفلة سهرية باريس                               | باريس، فرنسا                   | قاعة أوفيلينغ        |
| 21 مارس 2022   | حفلة سهرية العيد                               | كولونيا، ألمانيا               | قاعة سارتوري         |
| 24 يونيو 2022  | يلا جو                                         | تونس، تونس                     | شارع الحبيب بورقيبة  |
| 31 يوليو 2022  | مهرجان قرطاج الدولي                            | قرطاج، تونس                    | المسرح الأثري بقرطاج |
| 5 نوفمبر 2022  | حفل العشاء الخيري لمركز سرطان الأطفال في لبنان | دبي، الإمارات                  | دار دبي للأوبرا      |
| 3 ديسمبر 2022  | مهرجان مدل بيست ساوند ستورم                    | الرياض، السعودية               | مسرح داون بيست       |

## الجوائز والترشيحات
| العام | الجائزة                           | الفئة              | النتيجة |
| ----- | --------------------------------- | ------------------ | ------- |
| 2022  | جائزة المرأة العربية للجيل القادم | الإنجازات العالمية | فوز     |

## وصلات خارجية
- ‏إليانا على موقع IMDb (الإنجليزية)
- ‏إليانا على موقع ميوزك برينز (الإنجليزية)
- ‏إليانا على موقع أول ميوزيك (الإنجليزية)
- ‏إليانا على موقع ديسكوغز (الإنجليزية)